# Team AlexandriZ
Team AlexandriZ est le nom d'un groupe de copie illégale français spécialisé dans la numérisation et la distribution pirate de livres (romans et essais uniquement) qui a numérisé et diffusé 2 526 titres en environ 4 ans d'activité. Suivant les périodes, l’équipe était constituée de 15 à 20 membres anonymes agissant sous pseudo  et se présentait comme « no 1 sur les ebooks FR ». Un forum lié au site permettait aux internautes extérieurs à la Team de partager eux aussi leurs numérisations ou des livres numériques dont ils avaient retiré les DRM.
Le 8 novembre 2012, le Syndicat national de l'édition (SNE) et six groupes d’éditeurs français (dont Hachette, Editis, Gallimard, Albin Michel, La Martinière et Actes Sud) annoncent engager une action en contrefaçon contre le site, « au nom de la défense de l'intérêt collectif de ses adhérents » et les responsables du site sont mis en examen.
En août 2013, la Team AlexandriZ cesse définitivement ses activités.
La procédure engagée par les éditeurs conduit à la condamnation en 2021 de neuf membres de l'équipe pour des peines allant de 2 à 10 mois de prison avec sursis. Les prévenus étant par ailleurs condamnés à verser 10 000 € à titre de dommages et intérêts à chacun des éditeurs engagés dans le procès ainsi qu'au SNE.